# Bouabdellah Tahri
Bouabdellah Tahri (Francia, 20 de diciembre de 1978) es un atleta francés, especialista en la prueba de 3000 m obstáculos, con la que llegó a ser medallista de bronce mundial en 2009.

## Carrera deportiva
En el Mundial de Berlín 2009 gana la medalla de bronce en los 3000 m obstáculos, con un tiempo de 8:01.08 (récord europeo), tras los kenianos Ezekiel Kemboi y Richard Kipkemboi Mateelong (plata).
Al año siguiente, en el Campeonato Europeo de Atletismo de 2010 ganó la plata en la misma prueba, con un tiempo de 8:09.28 segundos, llegando a meta tras su compatriota Mahiedine Mekhissi-Benabbad y por delante del moldavo Ion Luchianov (bronce).